# Chlamydopsis mormolyce
Chlamydopsis mormolyce är en skalbaggsart som beskrevs av Lea 1925. Chlamydopsis mormolyce ingår i släktet Chlamydopsis och familjen stumpbaggar. Inga underarter finns listade i Catalogue of Life.